# PGC 214796
LEDA/PGC 214796 ist eine Galaxie im Sternbild Pegasus nördlich der Ekliptik, die schätzungsweise 350 Millionen Lichtjahre von der Milchstraße entfernt ist. Im selben Himmelsareal befinden sich u. a. die Galaxien NGC 7194 und NGC 7195.